# Gö 3滑翔機
Göppingen Gö 3 Minimoa是一款由馬丁·申普和沃爾夫·希爾特設計，並由Schempp-Hirth飛機製造公司製造的單座滑翔機。該機的名稱源自蘇台德地區焚風引起的莢狀雲-Moazagotl。Moa原先用於自家另一款款滑翔機，由於Gö 3較Moa小，因而在其前面冠上Mini，稱為Minimoa。
Gö 3曾創下多項記錄，包括在1938年雷暴雨中創下的6,687公尺（21,939英尺）高度世界紀錄。理查德·杜邦和切特·德克爾(英語：Chet Decker)駕駛Minimoas分別於1937年和1938年贏得美國錦標賽冠軍。
Gö 3由木材和織物製成，並帶有懸臂式鷗翼。1938年的B型機翼更薄，並經過修改，海鷗扭結位於不同的位置，而起落架不可伸縮。Gö 3也是第一架在飛行員身後的水箱中攜帶壓載水的滑翔機。

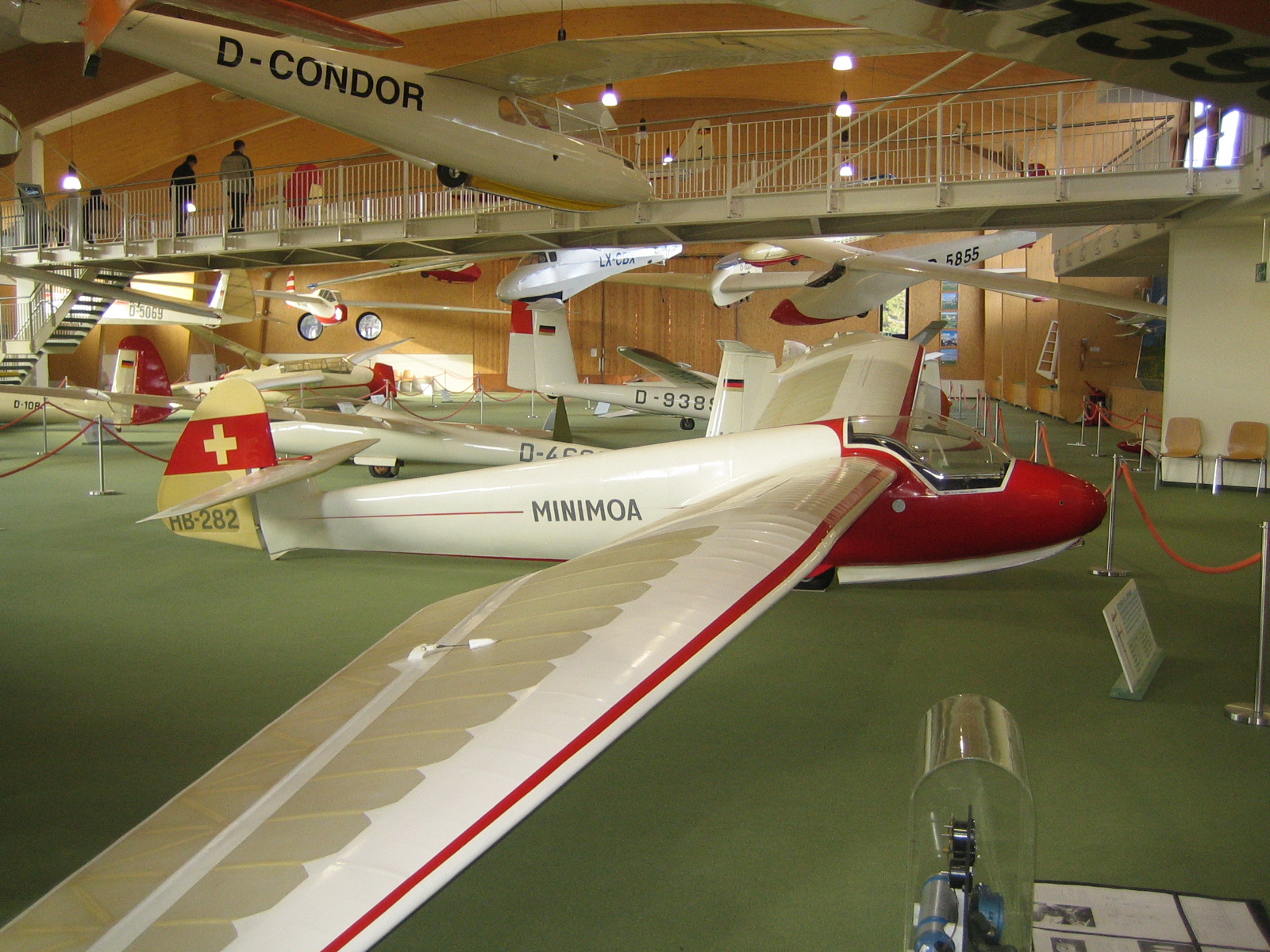
展示於德國滑翔機博物館的Göppingen Gö 3 Minimoa

## 參考

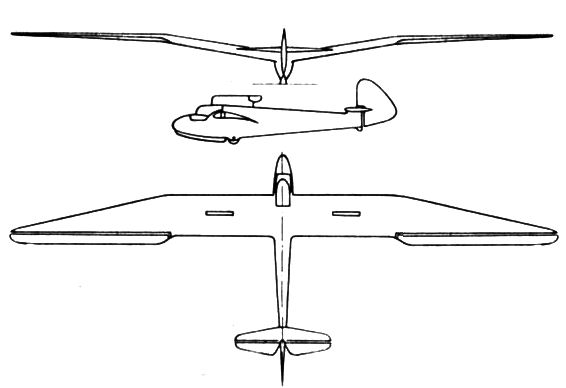
Göppingen Gö 3 Minimoa 3-view drawing from L'Aerophile March 1937

## 外部連結
- Sailplane directory
- - Minimoa CC-PIA preserved at Museo Nacional Aeronáutico y del Espacio de Chile
- National Soaring Museum - Goppingen 3 Minimoa on display at the National Soaring Museum in Elmira, NY, U.S.A.
- Minimoa 的存檔，存档日期2016-04-21. - History and photos of the Minimoa at Scalesoaring.co.uk